# Zige Tangcuo
Zige Tangcuo (kinesiska: 兹格塘错) är en sjö i Kina. Den ligger i den autonoma regionen Tibet, i den sydvästra delen av landet, omkring 270 kilometer norr om regionhuvudstaden Lhasa. Zige Tangcuo ligger 4 568 meter över havet. Arean är 18,7 kvadratkilometer. Den sträcker sig 17,2 kilometer i nord-sydlig riktning, och 20,8 kilometer i öst-västlig riktning.